# Tennessee Williams
Thomas Lanier Williams, conegut arreu amb el nom artístic de Tennessee Williams (Columbus, Mississipi, 26 de març de 1911 - Nova York, 25 de febrer de 1983), va ser un novel·lista i sobretot dramaturg; les seves obres de teatre van adquirir un ressò extraordinari gràcies a les versions cinematogràfiques que se'n van fer.
Va obtenir, en dues ocasions, el premi Pulitzer (1947 i 1954), per dues de les seves peces de major tirada universal: Un tramvia anomenat Desig (A Streetcar Named Desire) i La gata sobre la teulada de zenc (A Cat on hot Tin Roof), ambdues portades al cinema, amb un gran repartiment artístic després de l'èxit assolit en els escenaris nord-americans. Igual reconeixement va merèixer, el 1961, la seva obra La nit de la iguana (The Night of The Iguana) en ser mereixedora del premi Drama Critics Circle.

## Biografia
Va estudiar en les universitats de Missouri, Iowa i a la Washington University de Saint Louis. De filiació protestant, decidí, en els últims anys convertir-se al catolicisme, en un fosc gest religiós. Després de l'apogeu mundial de la seva obra dramàtica, representada en nombrosos països occidentals, Thomas Lanier Williams s'enfrontaria a la crisi d'un teatre que havia començat a empobrir-se i banalitzar-se al començament de la dècada dels seixanta.
La primera de les seves obres, Battle of Angels (Batalla dels àngels), 1940, obria un cicle dramàtic dominat per la visió esquinçada i lírica de la forma de vida americana: frustracions, alcoholisme, passions eròtiques, desenganys, donen el to pessimista i escèptic d'aquesta dramatúrgia que va tenir en el cinema estatunidenc de dues dècades una de les seves fonts argumentals de més èxit. Altres peces seves, El zoo de vidre (The Glass Ménagerie), 1944 You touched me, 1946, que pertanyen a la primera fase del seu cicle dramàtic, no permetien preveure l'actual discutit ocàs d'aquest autor, que ja el 1962 declarava ser «físicament repel·lent» i estar «avorrint el públic».
L'èxit teatral i cinematogràfic assolit amb Summer and Smoke (Estiu i fum), 1948, i Rose Tattoo (La rosa tatuada), 1950, contrasta amb la banalitat de les seves últimes obres, a l'estil de la seva Bye Bye, Birdie, 1960, peça al llindar del fulletó. A aquesta gradual pèrdua de les seves riques virtuts inicials corresponen obres com The Milk Train doesn't Stop Here Any More (El tren de la llet no es detindrà més aquí), 1962, The Two character Play, 1967, i In the Bar of a Tokyo Hotel (En el bar d'un hotel de Tokio), 1969.

## Temes tractats
Com ell mateix explicà en les seves memòries, les seves obres es basen fonamentalment en el sexe i en la violència. La seva homosexualitat és obertament confessada. Les seves obres sovint són protagonitzades per una dona vulnerable i sola, que pot suportar el seu turment mercès a un fràgil ensomni del passat i del futur. Però la il·lusió ha d'enfrontar-se amb la realitat, i llavors es produeix una violenta crisi que es desencadena davant la presència més o menys interessada de l'home.
Williams escenifica una sèrie de problemes típicament estatunidencs. La frustració, la poesia irrealista, la tendresa i la crueltat, són els puntals psicoanalítics de les passions que viuen els personatges de les seves millors obres. En les obres posteriors a les esmentades, adés reapareixen en certa manera uns temes idèntics o molt semblants.
Camí reial (1953) és una investigació expressionista les seves pròpies actituds vers l'activitat de l'artista. Orpheus descending (El descens d'Orfeus, 1957) ha estat descrita com un «poema oníric i fantàstic», malgrat el caràcter tenebrós del tema que tracta: la fagocitosi de l'individu pel seu homònim. La nit de la iguana (1961) reitera el tema de la solitud de l'individu, submergit en el major desemparament moral, però sempre desitjós de reviure, encara que sigui fora del temps.

## Obra dramàtica
- 1945. The Glass Menagerie.
- 1947. A Streetcar Named Desire.
- 1947. Summer and Smoke.
- 1951. The Rose Tattoo.
- 1953. Camino real.
- 1955. La gata sobre la teulada de zinc calenta.
- 1957. Orpheus Descending.
- 1958. De sobte, l'últim estiu.
- 1959. Sweet Bird of Youth.
- 1960. Period of Adjustement.
- 1961. The Night of the Iguana.
- 1964. The Milk Train Doesn't Stop Here Anymore.
- 1968. The Seven Descents of Myrtle.
- 1972. Small Craft Warnings

## Traduccions catalanes
- Figuretes de vidre (The Glass Menagerie). Versió de Bonaventura Vallespinosa. Barcelona: Quaderns de Teatre A. D. B. (Editorial Fontanella), 1959.
- Un tramvia anomenat Desig (A Streetcar Named Desire). Traducció de Jordi Arbonès.
- La gata damunt la teulada (Cat on a Hot Tin Roof). Traducció de Jordi Arbonès.
- Advertència per a embarcacions petites (Small Craft Warnings). Traducció de Jaume Melendres.
- La rosa tatuada (The Rose Tattoo). Traducció de Carlota Subirós Bosch. Arola Editors, Tarragona, 2013.
- Un tramvia anomenat Desig (A Streetcar Named Desire). Traducció de Joan Sellent. Martorell: Adesiara editorial, 2018.
- La nit de la iguana (The Night of the Iguana). Traducció de Carlota Subirós Bosch. Arola editors, 2020
- Gata sobre una teulada de zinc calenta (Cat on a Hot Tin Roof). Traducció de Joan Sellent. Martorell: Adesiara editorial, 2023.
- El zoo de vidre (The Glass Menagerie). Traducció de Jordi Vilaró Berdusan. Martorell: Adesiara editorial, 2025.